# Resoriblett
Resoriblett är en tablett som tas sublingualt, det vill säga under tungan. Sublingual är latin och betyder "under tungan". Läkemedlet tas upp av blodet genom absorption i munnens slemhinnor i stället för i tarmen. Detta gör att läkemedlet ger effekt mycket snabbare än "vanliga" tabletter. För att resoribletten ska få avsedd effekt är det viktigt att tabletten löses upp under tungan och inte sväljes och att man inte heller sväljer ner saliven direkt så att den aktiva substansen hinner absorberas genom slemhinnan.
Vissa läkemedel måste tas som resoriblett för att få avsedd effekt, till exempel Suboxone som innehåller både Buprenorfin och Naloxon, där Buprenorfin är en opioid och Naloxon är ett motgift mot opioider. Suboxone innehåller Naloxon för att minska risken för felanvändning. Om Suboxone missbrukas och injiceras så ska Naloxon motverka effekten av Buprenorfin. Men om Suboxone tas oralt, läggs under tungan som resoribletter är tänkta att använda så tas inte Naloxon upp av kroppen och den aktiva substansen blir bara Buprenorfin. Naloxon kan inte tas upp av tarmen.